# Мамояда
Мамояда (італ. Mamoiada) — муніципалітет в Італії, у регіоні Сардинія,  провінція Нуоро.
Муніципалітет розташовано на відстані ≈330 км на південний захід від Рима, ≈115 км на північ від Кальярі, ≈12 км на південь від Нуоро.
Населення — 2552 особи (2014).

## Демографія
Населення за роками:

Станом на 1 січня 2023 року в муніципалітеті офіційно проживало 15 іноземців з 5 країн, серед них 8 громадян країн Євросоюзу.

## Сусідні муніципалітети
- Фонні
- Гавої
- Нуоро
- Оллолаї
- Орані
- Оргозоло
- Саруле